# الكسندر ميتشيل (مهندس)
الكسندر ميتشيل (بالإنجليزية: Alexander Mitchell)‏ (و. 1780 – 1868 م) هو مهندس أيرلندي، ولد في دبلن، توفي في بلفاست، عن عمر يناهز 88 عاماً.

## التعليم
تعلم في Belfast Royal Academy ‏
.